# Pontus Carlsson
Pontus Carlsson (* 18. prosince 1982, Cali, Kolumbie) je švédský šachista kolumbijského původu. V srpnu 2005 získal titul mezinárodní mistr a v roce 2007 titul velmistra.

## Osobní život
Narodil se v Cali v Kolumbii. Když mu byl jeden rok, přišel o celou rodinu v důsledku tragických událostí. Následně byl adoptován švédským párem a jeho nevlastním otcem se stal Ingvar Carlsson, který byl dřívějším předsedou Švédského šachového svazu a který ho naučil šachy ve věku 4 let.
Studoval ve Španělsku, kde také hrál tamní ligovou soutěž. Mluví plynně španělsky a dobře také anglicky, německy a francouzsky. Plánuje se učit také ruštinu, jelikož v ní existuje mnoho dobré šachové literatury. Má dvojí občanství švédské a kolumbijské. Je fanouškem hip-hopu.

## Šachová kariéra
Reprezentoval Švédsko již od školních let a v dospělosti se stal členem švédského národního týmu. Velkou část své šachové kariéry strávil cestováním po Evropě. Jeho prvním mezinárodním turnajem bylo Mistrovství Evropy do 10 let, které se konalo v Rimavské Sobotě v tehdejším Československu. Ve velké oblibě má rapid šach a jako jediný zvítězil třikrát ve švédském turnaji „Tusenmannaschacket Rapid“. Zvítězil v mnoha mládežnických mistrovstvích na národní i regionální úrovni. Na Mistrovství Švédska startoval poprvé ve věku 18 let v roce 2001 ve svém bydlišti Linköpingu.
Jeho výkonnost stagnovala mezi roky 2001 a 2005, kdy v několika po sobě jdoucích turnajích ztratil několik desítek bodů v ELO ratingu. Tento pokles výkonnosti později přisoudil malému počtu odehraných turnajů. V roce 2006 poprvé reprezentoval Švédsko na šachové olympiádě. V roce 2007 hrál za Švédsko na Mistrovství Evropy družstev s výsledkem 6/9 bez porážky a dosáhl v tomto turnaji výkonnosti 2686, když hrál proti silným hráčům jako např. Dmitrij Jakovenko a Mark Hebden. Jeho mateřským oddílem je Sollentuna SK chess club, se kterým se účastnil Evropského klubového poháru v letech 2002, 2005 a 2007.
Čtyři normy pro zisk titulu velmistra získal postupně v letech 2005–2007 na turnajích Mistrovství Evropy družstev 2005, Open de Tarragona, Torneig Internacional Ciutat de Sóller a 3. kolo Evropského klubového poháru. S titulem velmistra byl vybrán do Švédské šachové akademie, jejímiž členy jsou právě švédští šachoví velmistři.

## Česká extraliga
V sezoně 2013–14 hrál na 1. šachovnici týmu ŠK ERA Poštovní spořitelna.
| Sezona  | Pořadí | Klub                       | Elo  | Šachovnice | Počet bodů | Odehráno partií | % úspěšnost |
| 2013–14 | 12.    | ŠK ERA Poštovní spořitelna | 2499 | 1.         | 2          | 5               | 40,00       |